# 조건우
조건우(1988년 8월 30일~)는 대한민국의 배드민턴 선수로, 삼성생명 배드민턴단 소속으로 활동하고 있다.